# Медовий місяць (фільм, 2018)
«Медовий місяць» (англ. Elizabeth Harvest) — американська стрічка 2018 року про жінку, яка знаходить у кімнаті чоловіка своїх клонів. Прем'єра фільму відбулась 10 березня 2018 року на кінофестивалі «South by Southwest».

## Сюжет
Елізабет, яка щойно одружилася, приїздить у розкішний будинок чоловіка Генрі в день їхнього весілля. У будинку працює двоє робітників: загадкова Клер і сліпий Олівер, які сприймають Елізабет з цікавістю. Перші дні подружнього життя були ідеальними, хоча чоловік забороняв заходити в кімнату в підвалі. Та невдовзі допитливість жінки бере гору, і вона спускається в заборонене місце. Там Елізабет знаходить своїх клонів. Чоловік швидко дізнається правду і вбиває дружину.
За кілька тижнів історія повторюється з наступним колоном, але цьому клону вдається захистити себе, вбивши Генрі. Це стає відомо Клер і Оліверу. У жінки стається серцевий напад, тому вона потрапляє до лікарні. Олівер замикає Елізабет і просить прочитати щоденник Клер, щоб дізнатися, хто він такий. З нього вона з'ясовує, що Олівер і Клер були блискучими вченими. Вони клонувати загиблу дружину Генрі й намагалися побороти спадкову хворобу. Перші спроби були невдалими, але надалі робота мала певний прогрес. Крім того, Клер здогадалася, що Олівер — не син, а молодий клон Генрі.
Елізабет кілька разів намагається втекти з будинку, погрожуючи Оліверу. Але з'являється новий клон, який випадково вбиває Олівера і смертельно ранить Елізабет. Новий клон дочитує щоденник Клер. Виявляється, що Клер насправді вдалося побороти хворобу, але Генрі навмисно псує матеріали, бо тепер він не хоче жити зі штучною дружиною, а просто намагається пережити свою першу шлюбну ніч знову і знову. Він каже, що її контракт був переглянутий, і тепер будинок з речами належать їй, що дозволить продовжувати дослідження. Фільм закінчується поверненням Клер, клон віддає їй журнал, кажучи їй зробити щось краще з дослідженням, і покидає будинок.

## У ролях
| Актор         | Роль     |
| ------------- | -------- |
| Еббі Лі       | Елізабет |
| Меттью Бірд   | Олівер   |
| Карла Гуджино | Клер     |
| Кіаран Гайндс | Генрі    |
| Ділан Бейкер  | Логан    |

## Створення фільму

### Виробництво
Виробництво фільму почалось у квітні 2017 року. Зйомки стрічки проходили в Колумбії.

### Знімальна група
- Кінорежисер — Себастьян Гутьєррес
- Сценарист — Себастьян Гутьєррес
- Кінопродюсер — Браян Кавано-Джонс, Леон Кларенс, Фред Бергер
- Композитор — Феріс Бедван, Рейчел Зеффіра
- Кінооператор — Кале Фіно
- Кіномонтаж — Метт Маєр
- Художник-постановник — Діана Трухільйо
- Артдиректор — Франсиско Арбелаес
- Художник-декоратор — Хуліана Баррето Баррето, Татіана Дульсей
- Художник-костюмер — Каміла Орарте[5]

## Сприйняття

### Критика
Стрічка отримала змішані відгуки. Рейтинг фільму на Rotten Tomatoes становить 47 % на основі 17 відгуків від критиків (оцінка 5,64/10), на Metacritic на основі 10 оцінок рейтинг — 54 із 100. Кілька оглядів вказують на схожість сюжету з французькою казкою про Синю Бороду, а також з екранізацією роману Дафни дю Мор'є «Ребекка». Сам Гутьєррес стверджує, що був зачарований сюжетом казки про Синю Бороду з дитинства.
Американський журнал Variety відмітив акторську гру Гуджино та Лі. The New York Times звернув увагу на оформлення та освітлення фільму, а також на наявність напружених моментів в стилі Браяна Де Пальми. Оглядач The New Yorker називає «Медовий місяць» «своєрідною сумішшю казки і гарячкової мрії», яка в міру просування сюжету має все менше сенсу, але при цьому залишає стиль на незмінно високому рівні. На сайті RogerEbert.com Шейла О'Майлі дала фільму дві зірки, критикуючи його повільний темп.

### Номінації та нагороди
| Нагороди та номінації фільму «Медовий місяць» | Нагороди та номінації фільму «Медовий місяць» | Нагороди та номінації фільму «Медовий місяць» | Нагороди та номінації фільму «Медовий місяць» | Нагороди та номінації фільму «Медовий місяць» | Нагороди та номінації фільму «Медовий місяць» |
| Рік                                           | Кінофестиваль/кінопремія                      | Категорія/нагорода                            | Номінант                                      | Результат                                     |                                               |
| --------------------------------------------- | --------------------------------------------- | --------------------------------------------- | --------------------------------------------- | --------------------------------------------- | --------------------------------------------- |
| 2018                                          | Кінофестиваль у Сіджасі                       | Найкращий фільм                               | Себастьян Гутьєррес                           | Номінація                                     |                                               |
| 2018                                          | South by Southwest                            | Нагорода Адама Яука                           | Себастьян Гутьєррес                           | Номінація                                     |                                               |